# O dalmatinskim zgodama
O dalmatinskim zgodama (lat. De rebus Dalmaticis libri octo), neobjavljeno historiografsko djelo šibenskog humanista i povjesničara Dinka Zavorovića, napisano 1602. godine u osam knjiga. Djelo predstavlja prvu povijest Dalmacije, a njezina autora prvim novovjekovnim historiografom. Djelo je 1714. godine preveo na talijanski splitski plemić Alberto Papalić, dok je splitski prijepis latinskog teksta također na talijanski preveo fra Ivan Raičević.
Tekstom se koristio otac hrvatske historiografije Ivan Lucić u svojemu djelu O kraljevstvu Dalmacije i Hrvatske (De regno Dalmatiae et Croatiae), izdanom u Amsterdamu 1666. godine.
Zavorović je pri pisanju povijesti Dalmacije koristio brojne izvore, među kojima je i hrvatska redakcija Ljetopisa Popa Dukljanina, koju je preveo na latinski splitski književnik Marko Marulić pod nazivom Djela kraljeva Dalmacije i Hrvatske dana na latinski od Marka Marulića splitskog patricija (Regum Dalmatiae et Croatiae gesta ili Regum Dalmatiae et Croatiae gesta, a Marco Marulo Spalatensi Patricio Latinitate donata).
Budući da je u pisanju djela izostao kritički pristup, knjiga nema osobitu znanstvenu vrijednost, ali je značajna zbog broja korištenih izvora od kojih su neki danas izgubljeni, kao i zbog svoje usmjerenosti ka europskoj humanističkoj tradiciji i tematici.

## Sadržaj
Zavorović započinje svoje djelo opisom povijesti Dalmacije u ilirsko doba, pa piše o vremenu kralja Atile i Ostrogotima, nakon čega piše o doseljavanju Slavena na Balkan i dodaje neke događaje iz razdoblja hrvatskih narodnih vladara. Taj dio je, osim uz pomoć Ljetopisa Popa Dukljanina, pisao djelomice i na temelju danas izgubljenih kronika Mihovila Solinjanina (Michael Salonitanus) i Baltazara Splićanina (Balthasar Spalatensis). Dalje piše o vladavini kralja Kolomana i Bele II., za što se služio tekstovima Tome Arhiđakona, Bonifinija i Petra Justinijana. U poslijednje dvije knjige djela opisao je razdoblje vladavine Ludovika I. Anžuvinca te dao povijest Bosne i Dubrovnika. Djelo je završio s godinom 1437., odnosno smrću kralja Žigmunda Luksemburškog.